# Гроцка
Гроцка (на сръбски: Гроцка) е град в Сърбия, Белградски окръг. Административен център е на община Гроцка.

## География
Гроцка е разположен край двата бряга на река Грочица при вливането ѝ в Дунав на десния бряг на реката на км 1132.5 от влива в Черно море.

## История
По римско време на мястото на Гроцка е бил разположен кастелът Мутацио ад Секструм. В близкото село Брестник е открита римска гробница от IV век.
Гроцка се споменава в документ от 1019 година като част от Браничевската епархия на Охридската архиепископия.
По време на османското владичество там се е намирала първата спирка на колите и коневръз по пътя Виа Милитарис (Белград – Цариград).
През 1739 г. там се води голяма битка между австрийци и турци (виж Белградски пашалък).

## Околности
Край дунавския бряг на Гроцка има над 1200 вили сред лозя и овощни градини.

## Население
Населението на града възлиза на 8338 жители (2002).
Етнически състав:
- сърби – 7999 жители (95,93%)
- черногорци – 108 жители (1,29%)
- хървати – 29 жители (0,34%)
- македонци – 27 жители (0,32%)
- мюсюлмани – 20 жители (0,23%)
- цигани – 18 жители (0,21%)
- югославяни – 15 жители (0,17%)
- унгарци – 11 жители (0,13%)
- горани – 8 жители (0,09%)
- други – 10 жители (0,10%)
- недекларирали – 24 жители (0,28%)

## Личности

### Родени в Гроцка
- Милан Недич (р. 1878) – армейски генерал и премиер на Сърбия (1941 – 1944)

### Починали в Гроцка
- Илия Гарашанин (1874) – сръбски държавник и примиер